# Vlag van Beloetsjistan

Vlag van Beloetsjistan

De vlag van Beloetsjistan is een groene vlag met het in wit weergegeven embleem van Beloetsjistan in het midden. De kleuren groen en wit zijn de nationale kleuren van Pakistan en vormen ook de vlag van Pakistan.
Het embleem bestaat uit een cirkel met daarin een halve maan met ster, een kameel en gestileerde bergen. De halve maan met ster verwijst naar de nationale vlag, de kameel naar het belangrijkste transportmiddel in het gebied en de bergen naar het woeste landschap.